# Ekeskogs socken
Ekeskogs socken i Västergötland ingick i Vadsbo härad, ingår sedan 1971 i Töreboda kommun och motsvarar från 2016 Ekeskogs distrikt.
Socknens areal är 35,52 kvadratkilometer varav 31,52 land. År 2000 fanns här 138 invånare.  Kyrkbyn Ekeskog med sockenkyrkan Ekeskogs kyrka ligger i socknen.

## Administrativ historik
Socknen har medeltida ursprung. 
Vid kommunreformen 1862 övergick socknens ansvar för de kyrkliga frågorna till Ekeskogs församling och för de borgerliga frågorna bildades Ekeskogs landskommun. Landskommunen uppgick 1952 i Moholms landskommun som 1971 uppgick i Töreboda kommun. Församlingen uppgick 2002 i Fägre församling.
1 januari 2016 inrättades distriktet Ekeskog, med samma omfattning som församlingen hade 1999/2000.  
Socknen har tillhört län, fögderier, tingslag och domsagor enligt vad som beskrivs i artikeln Vadsbo härad. De indelta soldaterna tillhörde Skaraborgs regemente, Södra Vadsbo kompani.

## Geografi
Ekeskogs socken ligger sydost om Mariestad med sjön Viken i öster. Socknen är en odlad slättbygd i nordväst med  skogsbygd i sydost. 

## Fornlämningar
Fossil åkermark har påträffats.

## Namnet
Namnet skrevs 1412 Ekescogh och kommer från kyrkbyn och innehåller ekeskogher, 'ekskog'.